# Hemitoma emarginata
Hemitoma emarginata är en snäckart som först beskrevs av de Blainville 1825.  Hemitoma emarginata ingår i släktet Hemitoma och familjen nyckelhålssnäckor. Inga underarter finns listade i Catalogue of Life.